# カワラボウフウ
カワラボウフウ（河原防風、学名: Peucedanum terebinthaceum）は、セリ科カワラボウフウ属の多年草。別名、ヤマニンジン（山人参）、シラカワボウフウ（白川防風）。

## 特徴
茎は直立し、高さ30-90cmになり、上部で枝を分け、紅紫色をおびることがある。葉は三角状で広く、2回羽状複葉で多裂し、小葉や裂片は鋭く切れ込む。質は硬く、表面は光沢があり、縁は欠刻と鋸歯があり、葉柄の下部または全部が鞘状に広がり、茎を抱く。
花期は8-10月。茎先に複散形花序をつけ、白色の小型の5弁の花をつける。花弁は内側に曲がる。花序の下の総苞片は少なく、小花序の下の小総苞片は数個あって細い。雄蕊は5個あり、1個の下位子房がある。果実は扁平な広楕円形で、長さ3-4mmになる。分果の背隆条は細くて低く、側隆条は翼状になり、果皮は薄い。油管は分果の表面側の各背溝下に1個ずつ、分果が接しあう合生面に2個ある。

## 分布と生育環境
日本では、北海道、本州、四国、九州に分布し、山野の日当たりのよい場所に生育する。世界では、シベリア東部、アムール、ウスリー、千島列島、サハリン、朝鮮半島、中国大陸に分布する。

## 名前の由来
和名カワラボウフウは、「河原防風」の意で、河原に生えるボウフウ（防風）のこと。別名のヤマニンジンは「山人参」の意で、山地性のニンジンの意味。シラカワボウフウは「白川防風」の意で、京都の白川山に多いことによる。
種小名（種形容語）terebinthaceum は、「樹脂状の」の意味。

## ギャラリー

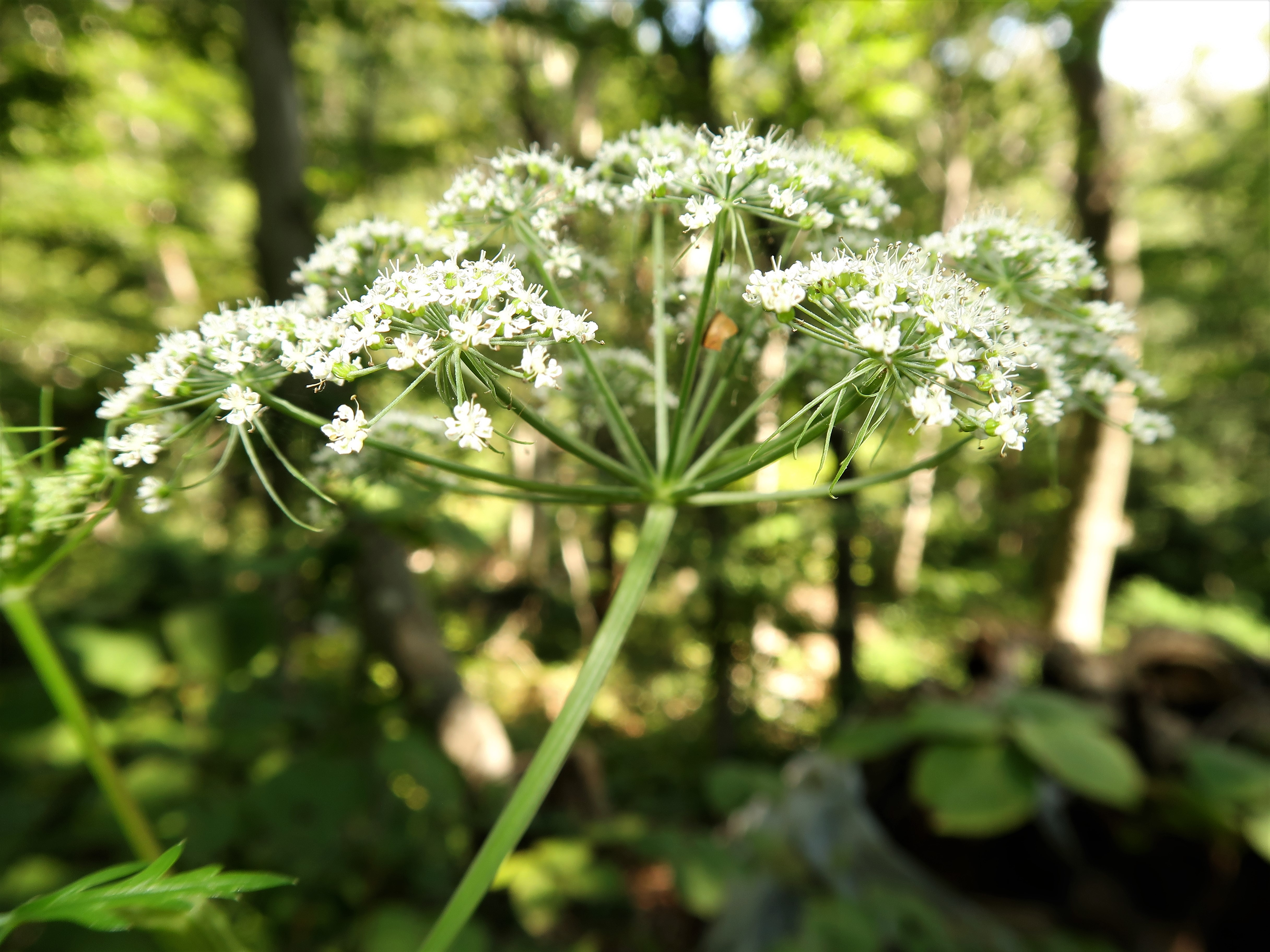
花序の下の総苞片は少なく、小花序の下の小総苞片は数個あって細い。花は白色の小型の5弁花となる。
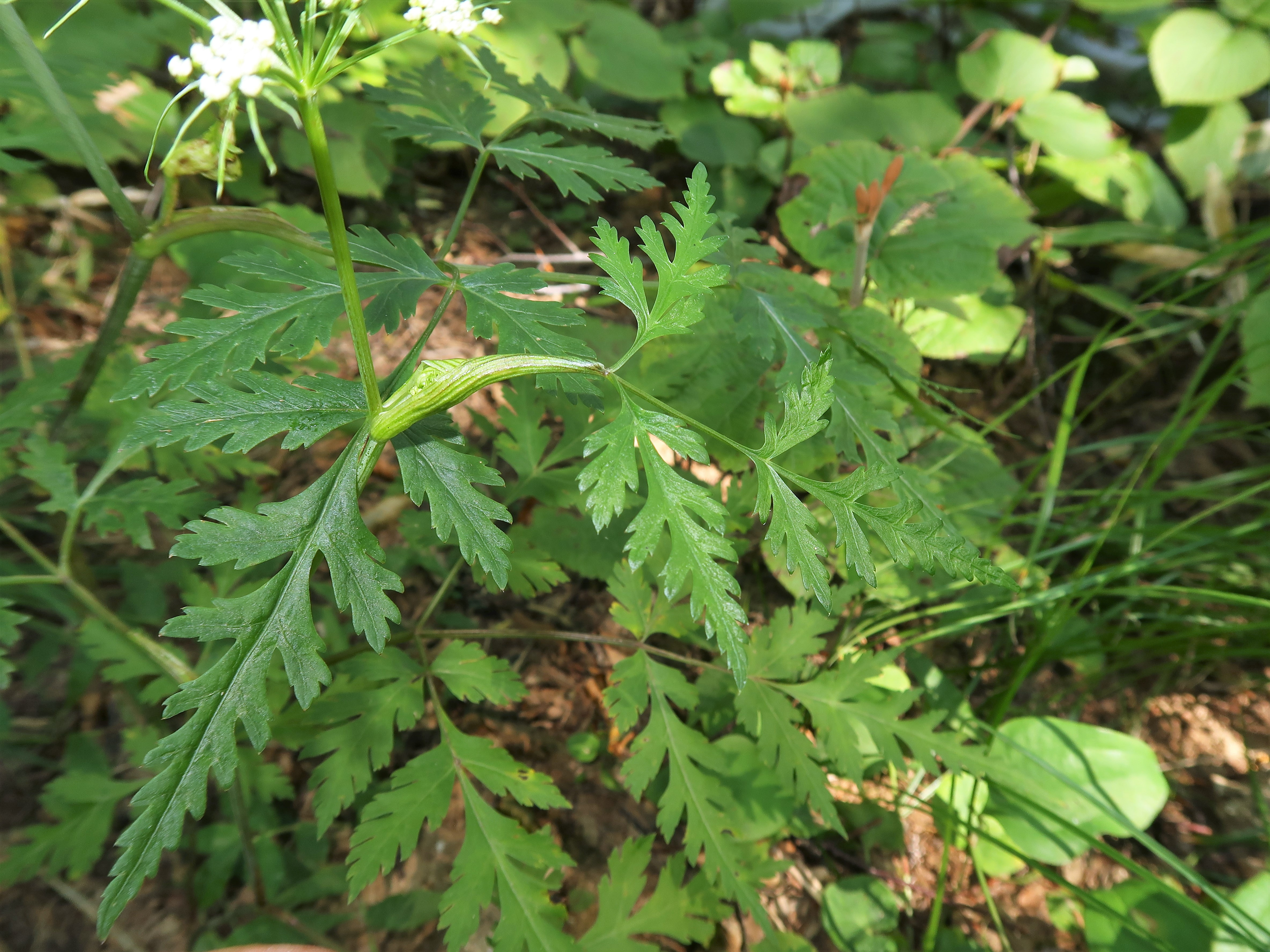
葉は2回羽状複葉で多裂し、小葉や裂片は鋭く切れ込む。表面は光沢があり、葉柄は鞘状に広がり、茎を抱く。